# Schlücht
Die Schlücht ist bei einer Länge von fast 29 Kilometer mit einem mittleren Abfluss (MQ) von 5,13 m³/s der größte Nebenfluss der Wutach und verläuft im südöstlichen Südschwarzwald (Baden-Württemberg). Ihr Quellbereich liegt bei Rothaus (Gemeinde Grafenhausen), ihre Mündung bei Waldshut-Tiengen.

## Name
Das Gewässer wurde 1272 („infra aquas Schlüht“) erstmals schriftlich erwähnt. Der Name leitet sich vom mittelhochdeutschen (wazzer-)sluoht „Wassergraben“ ab.

## Geographie

### Verlauf

#### Quellgebiet und Oberlauf
Das Quellgebiet der Schlücht liegt auf den Hochebenen der Schwarzwald-Ostabdachung, etwa 20 km östlich des Feldberges in einem von der L 170 durchquerten Waldgebiet östlich von Rothaus. Dort sammeln sich in den Talmulden Tiefmatt und Glasmatt zwei kurze Quellbäche, die sich zur Schlücht vereinen. Die oberste Quelle in der Glasmatt liegt laut amtlicher Gewässerkarte auf etwa 942 m ü. NN im Gewann Glasbühl, wird aber, wie auch der Quellbach der Tiefmatt, von Gräben gespeist, die einen Kilometer weiter nordwestlich im Blummoos auf über 1000 m ü. NN beginnen.
Nach etwa einem Kilometer wird die Schlücht auf 300 Metern Länge zum Schlüchtsee (ca. 917 m ü. NN) aufgestaut. Im weiteren, zunächst südsüdöstlichen Verlauf senkt sich das Tal der Schlücht stetig tiefer in das Gelände ein und erreicht schon nach 5 Kilometern eine Tiefe von 80 Metern. Nach weiteren 5 Kilometern weitet sich das Tal kurz vor Ühlingen zu einer flachen Talmulde. Dort wendet sich die Schlücht in weitem Bogen nach Südwesten.

#### Schlucht des Mittellaufs
Am Weiler Riedersteg endet die breite Talsohle, und die zunächst niedrigen Uferhänge werden allmählich höher und rasch felsiger. Ab der Einmündung der Mettma hat das Tal Schluchtcharakter.
Die Mettma hat ein nur wenig kleineres Einzugsgebiet als die Schlücht, führt aber von Natur aus mit 0,92 m³/s etwas mehr Wasser als die Schlücht selbst (0,79 m³/s). Durch die Ableitungen zum Schluchseewerk ist die sichtbare Wasserführung der Mettma meistens jedoch sehr gering.
Auf der folgenden, etwa 4 Kilometer langen Strecke durchsetzen beiderseits hohe Klippen und Wände aus Graniten wie der Schwedenfelsen und der Allmutfelsen in dichter Folge die ungefähr 150 Meter hohen Schluchthänge. Die flussbegleitende Straße musste windungsreich aus den Felshängen geschlagen werden. Wenig unterhalb der Mettma-Mündung wurde für den Straßenbau die Schlücht abkürzend durch ein Felsentor geleitet. Die Schlucht endet mit der Einmündung der Schwarza.
Dieser vom Schluchsee herabkommende Fluss übertrifft die Schlücht an Länge, Einzugsgebiet und natürlichem (!) Abfluss. Er ist damit der hydrologische Hauptast des Flusssystems und verläuft wie auch die Mettma westlich parallel zum Oberlauf der Schlücht. Weil aber der Schwarza im Stausee Witznau Wasser entnommen wird, das dann über das Fallrohr zum Kraftwerk Waldshut direkt den Hochrhein erreicht, ist die Wasserführung der Schwarza unterhalb des Stausees oft so gering, dass sie nur noch als Rinnsal mündet.

#### Unterlauf
Auf dem weiteren, ab der Witznauer Säge an der Schwarza-Mündung wieder nach Süden gerichteten Lauf lassen die Steilhänge streckenweise wieder einer schmalen Talsohle Raum. Bei Gurtweil, gut drei Kilometer vor der Mündung in die Wutach, mündet von rechts (Westen) der Haselbach ein. Er stürzt kurz vor der Mündung 9 Meter tief in den Teufelskessel. Ab Gurtweil weitet sich die Talsohle auf fast einen Kilometer Breite; der Flusslauf ist begradigt und in Dämme gefasst. Dieser letzte Flussabschnitt vom Schluchtaustritt bis zur Mündung ist wasserwirtschaftlich als Gewässer 1. Ordnung eingestuft.

Die Tallandschaften im Verlauf der Schlücht
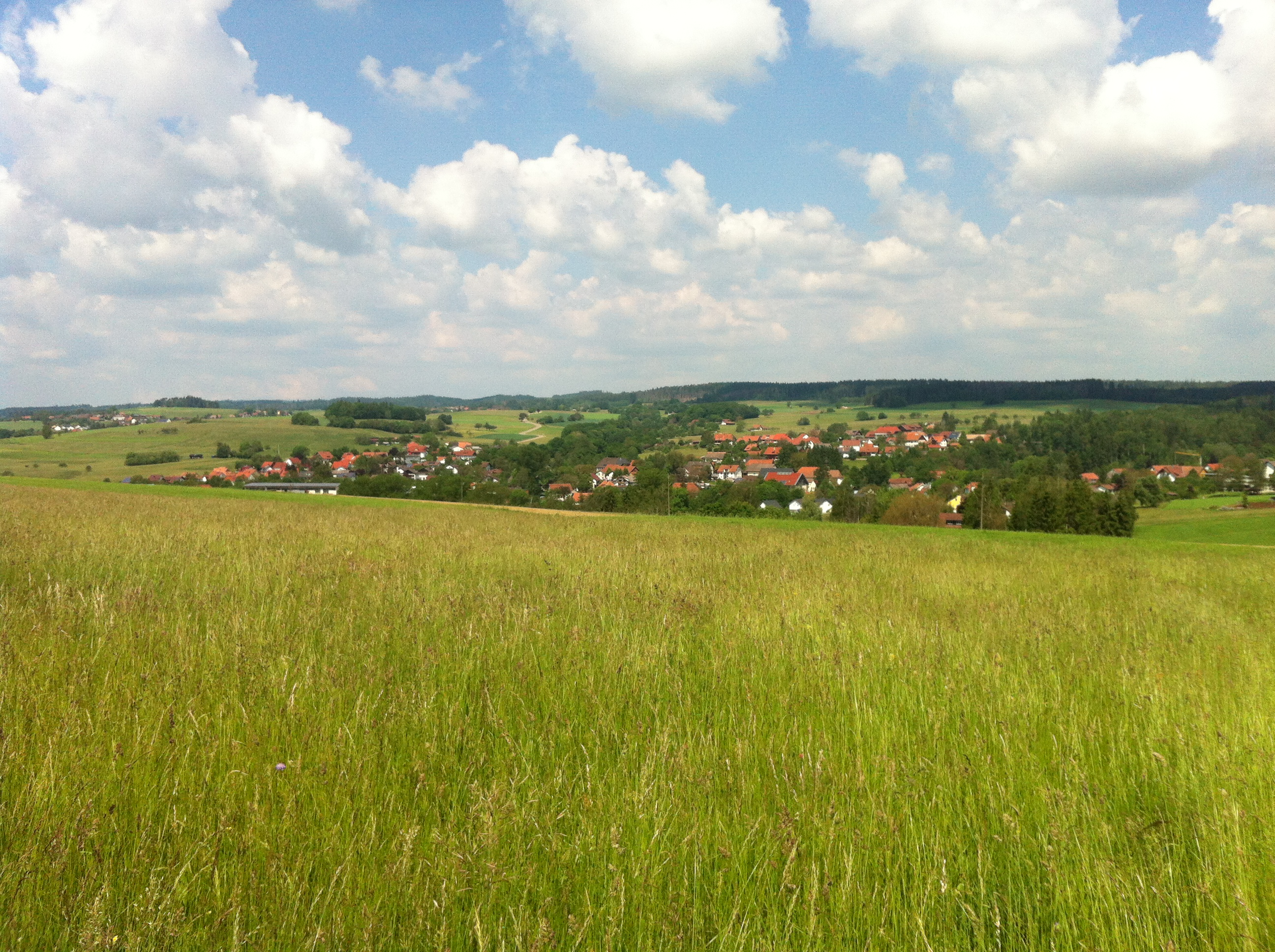
Das weite Hochtal bei Ühlingen
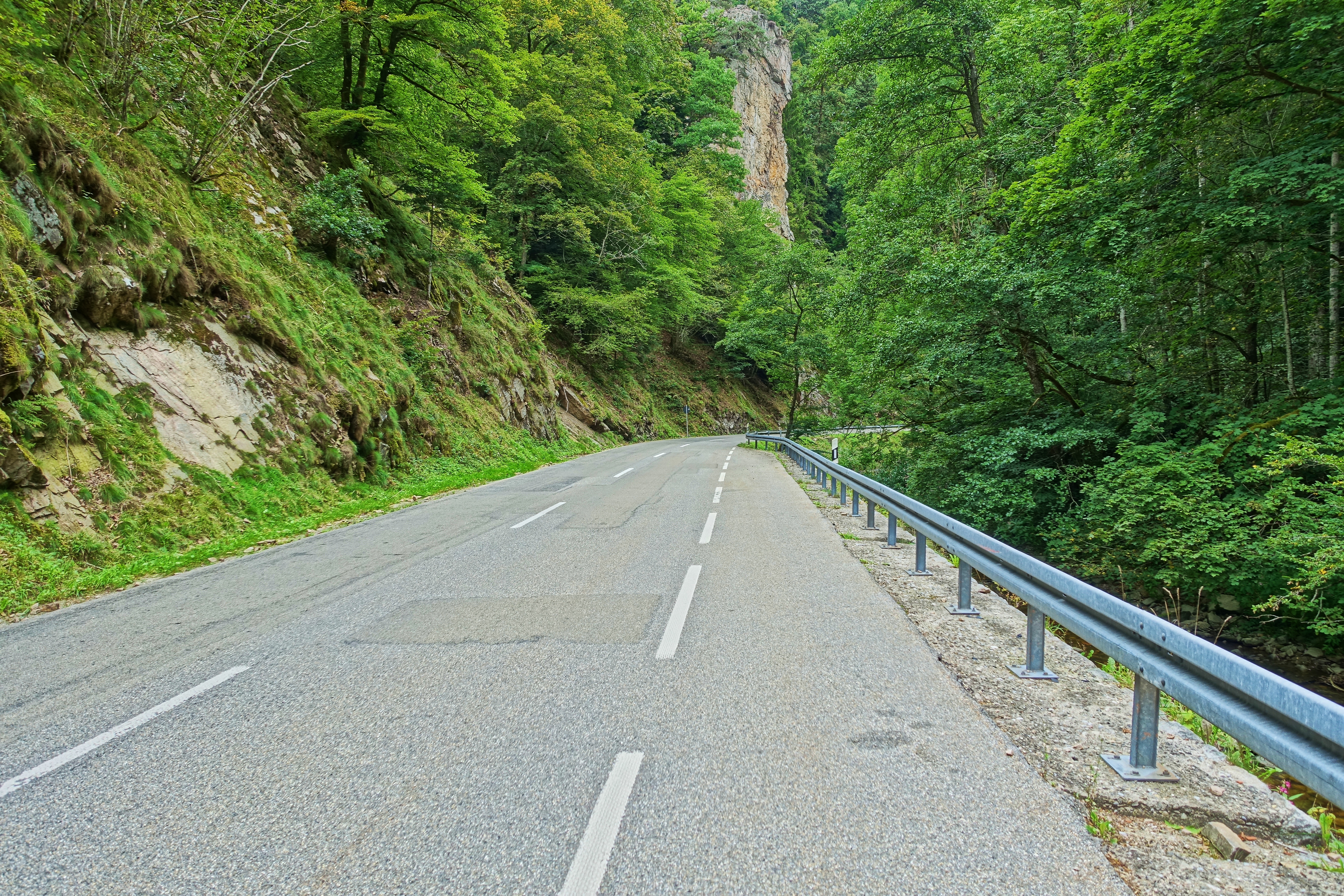
Die L157 im engen Schlücht-Tal
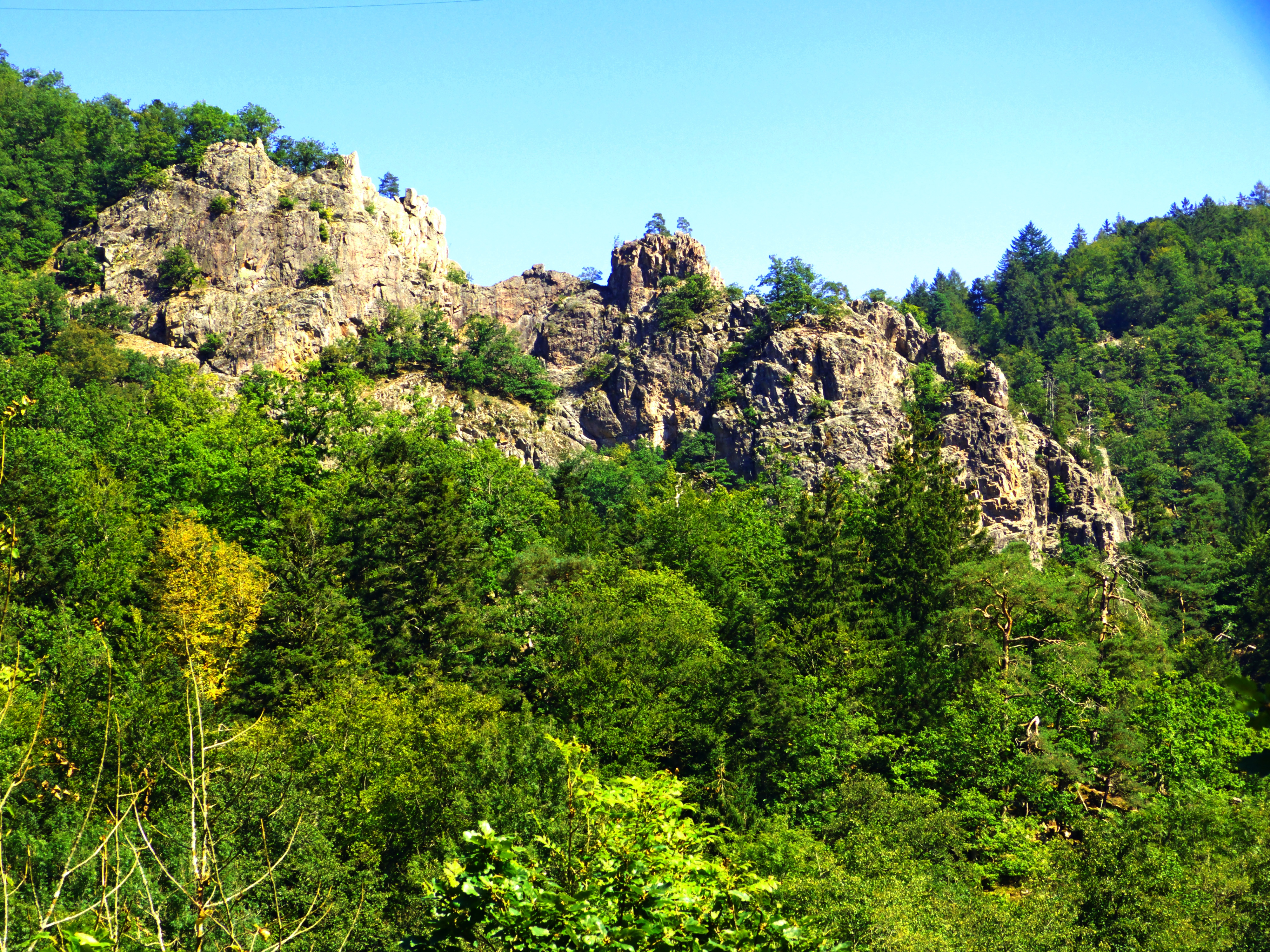
Falkenstein-Felsen über der Schlucht bei Berau
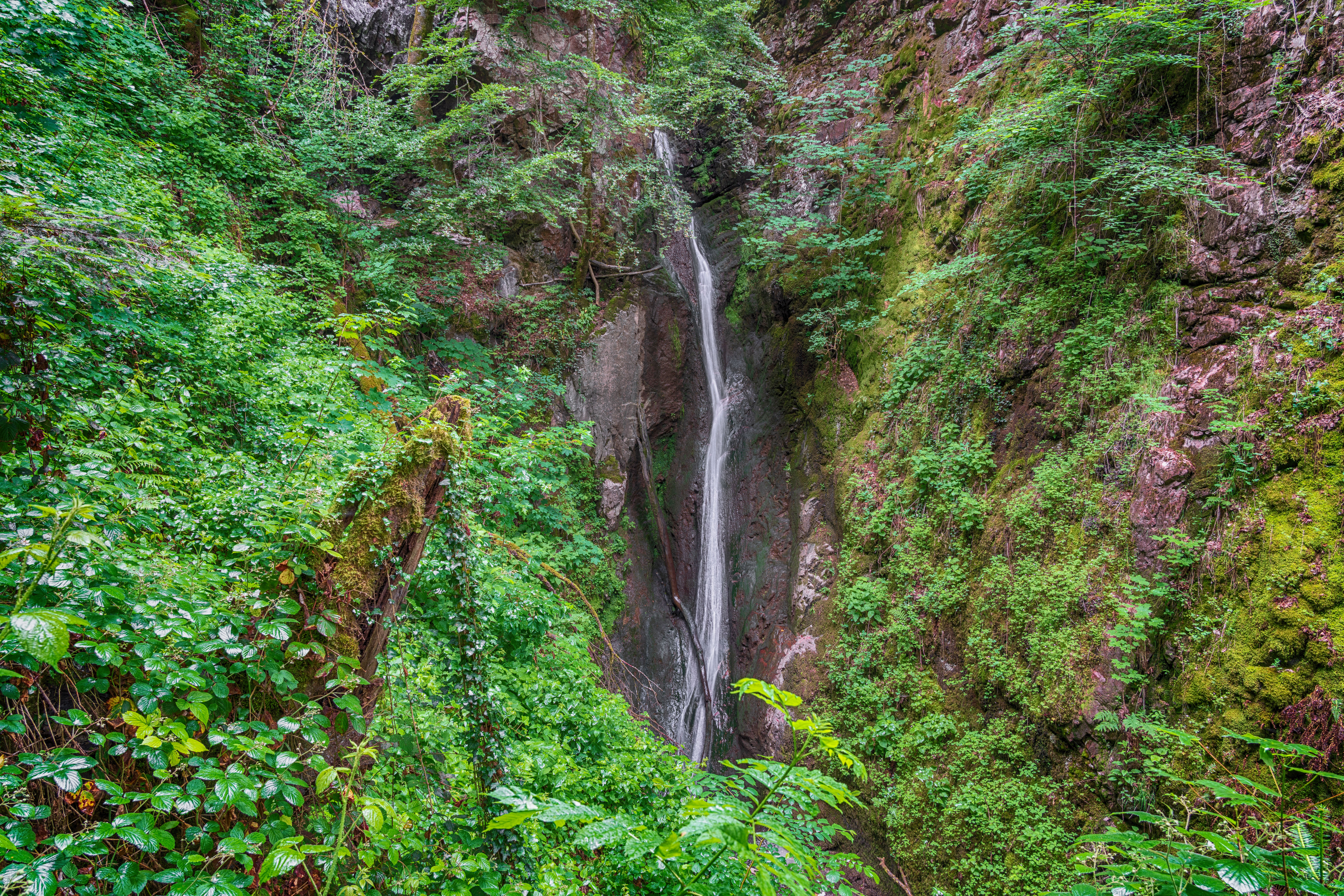
Mündungsschlucht des Großbachs (Dietlinger Wasserfälle)
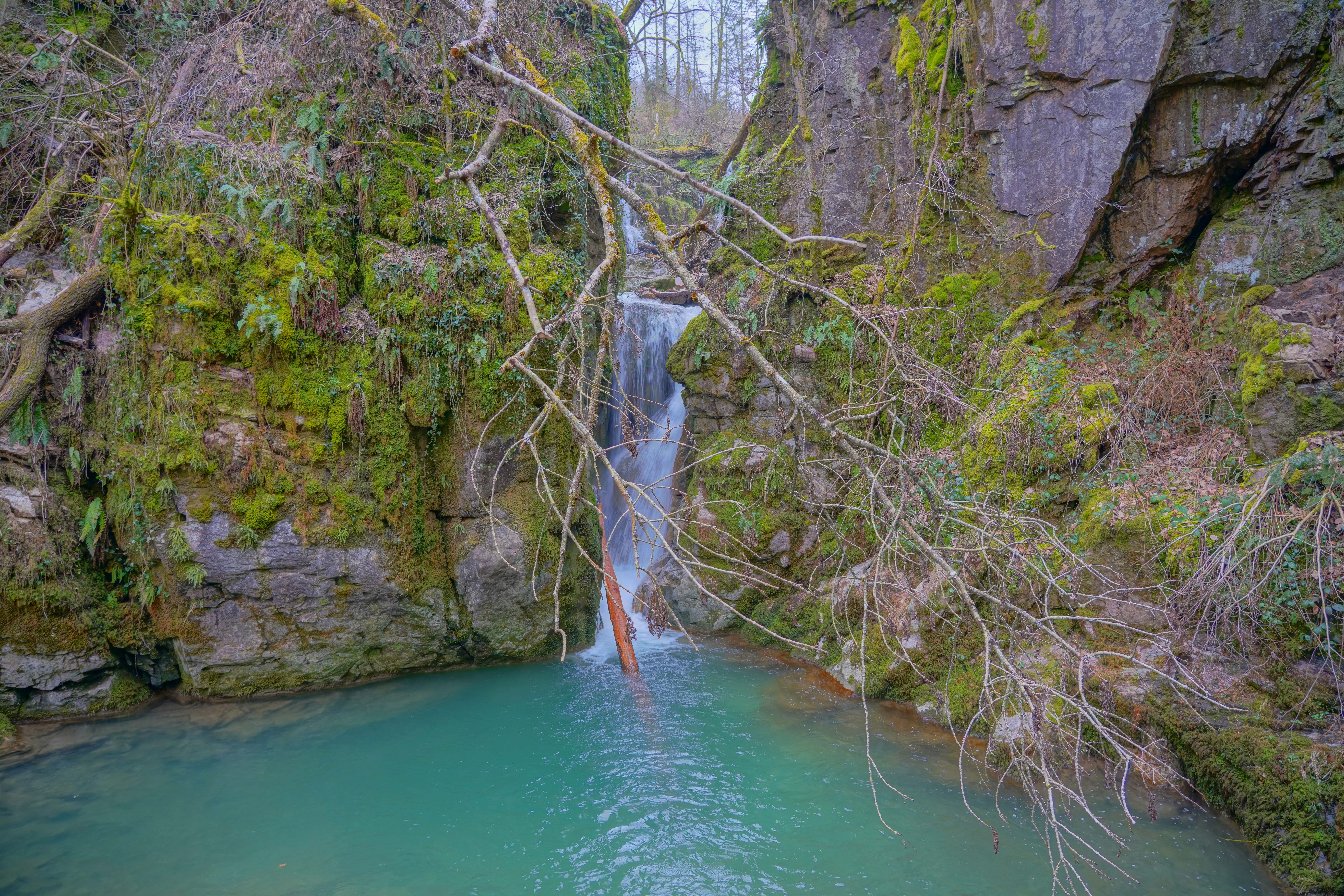
Teufelskessel nahe der Haselbach-Mündung
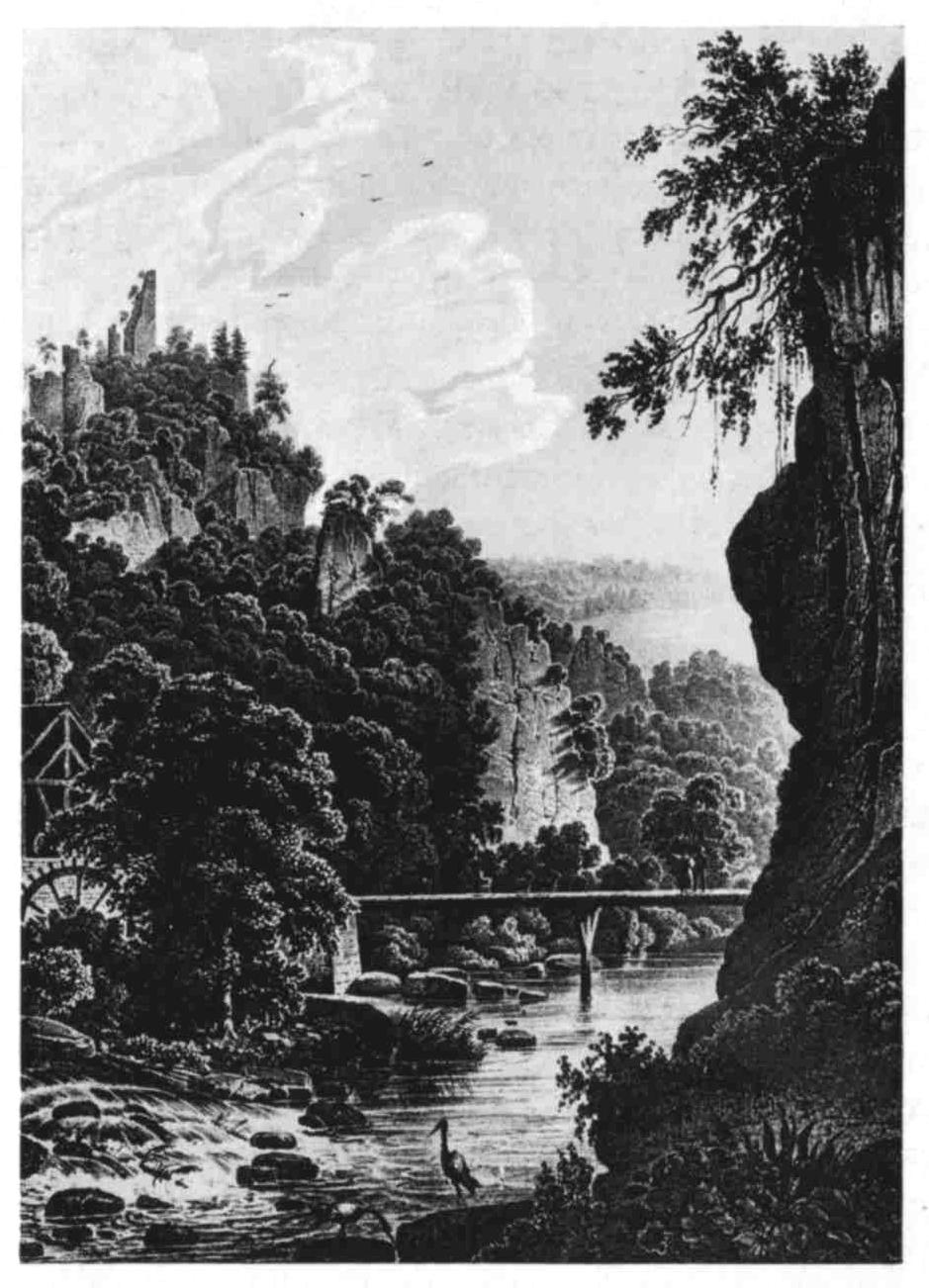
Gutenburg bei Gurtweil (Lithographie von 1829)
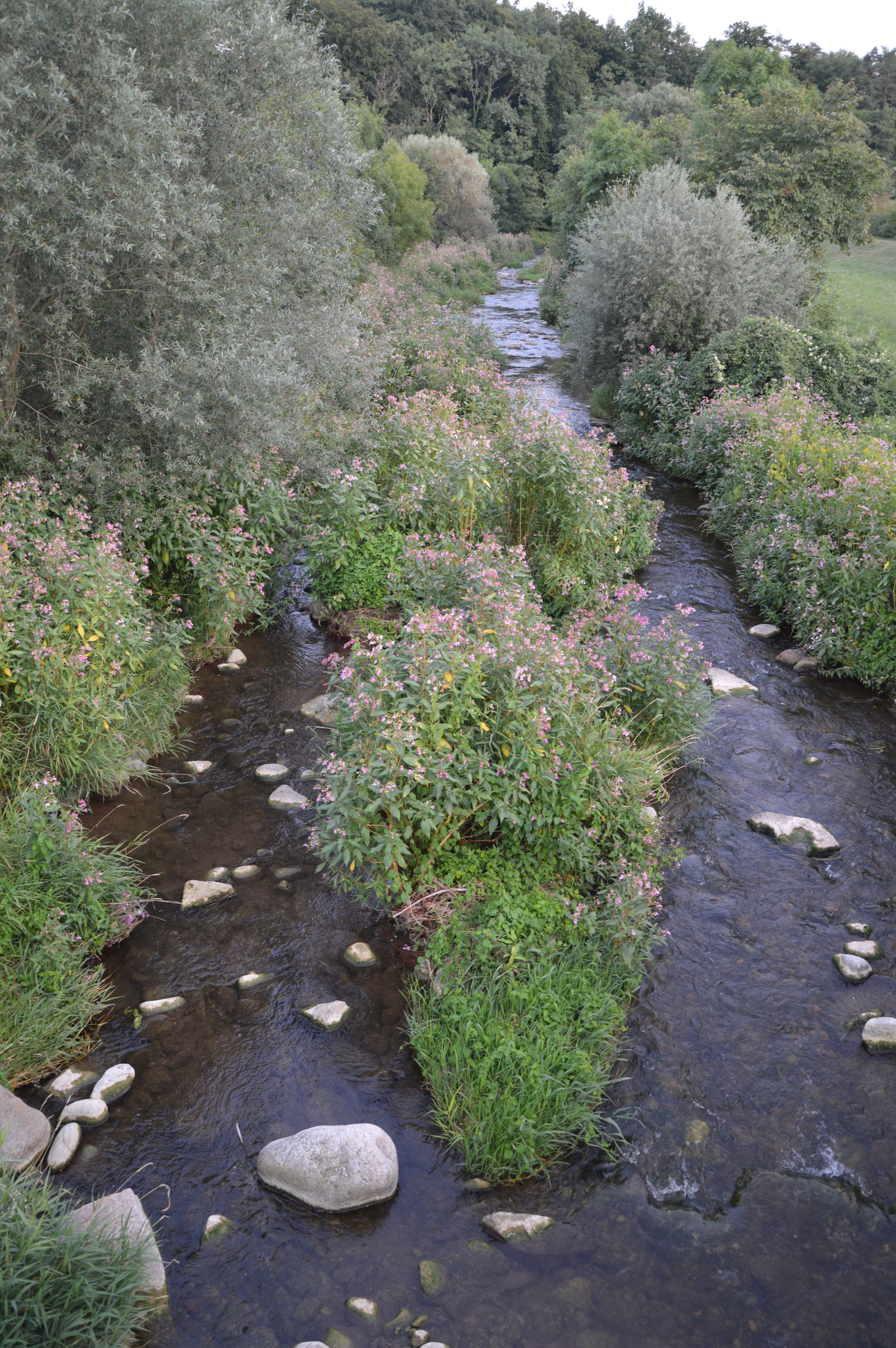
Die Schlücht nahe der Mündung in die Wutach

### Nebenflüsse
Alle größeren Zuflüsse der Schlücht treffen aus nordwestlicher Richtung, von den Höhen des Südschwarzwaldes kommend, auf die Schlücht. Ihr Verlauf markiert den Übergangssaum zwischen dem nach Südosten gerichteten Entwässerungsgebiet des Südschwarzwaldes und den im rechten Winkel dazu verlaufenden Entwässerungslinien des Klettgaues im Bereich der ehemaligen Urdonau.
| Nebenfluss | Mündung bei (ca.) | Mündungshöhe ü. NN (ca.) | Mittlerer Abfluss(m³/s) Nebenfluss / Schlücht | Mittlerer Abfluss(m³/s) Nebenfluss / Schlücht | Einzugsgebiet Fläche / Anteil (ca.) | Einzugsgebiet Fläche / Anteil (ca.) |
| ---------- | ----------------- | ------------------------ | --------------------------------------------- | --------------------------------------------- | ----------------------------------- | ----------------------------------- |
| Mettma     | km 10,5           | 530 m                    | 0,92 m³/s                                     | 0,79 m³/s                                     | 037,3 km²                           | 15,5 %                              |
| Schwarza   | km 07,3           | 427 m                    | 2,83 m³/s                                     | 1,78 m³/s                                     | 114,8 km²                           | 49,9 %                              |
| Haselbach  | km 03,8           | 385 m                    | 0,31 m³/s                                     | 4,77 m³/s                                     | 015,9 km²                           | 6,6 %                               |

Die genannten Abflusswerte sind die des natürlichen Abflusses. Näheres zum tatsächlichen im Abschnitt → Schlucht des Mittellaufs.

### Stauseen

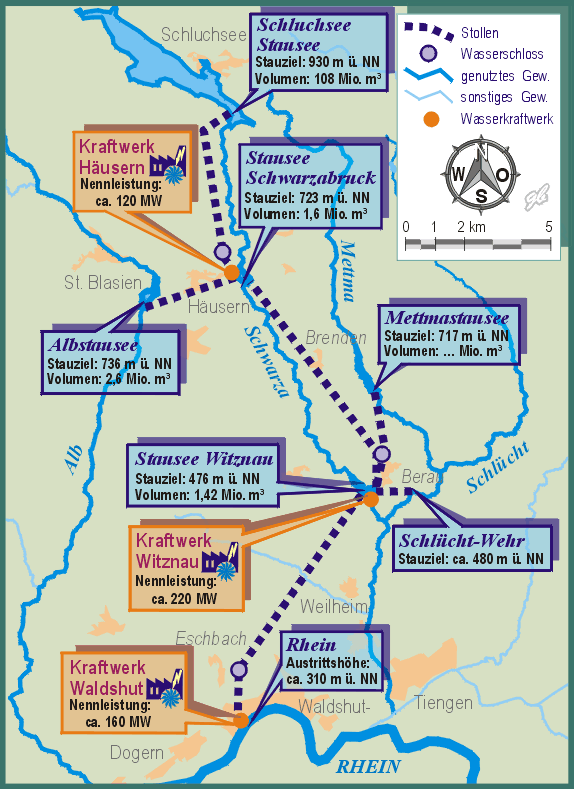
Lage der Schlücht mit ihrem Stau-Wehr innerhalb des gesamten Pumpspeichernetzwerkes Schluchsee

Der Schlüchtsee ist ein kleiner, teilweise unter Naturschutz stehender Stausee, in dem Baden und Fischen möglich ist. Ursprünglich war es ein Eisweiher für die seit 1791 bestehende nahe gelegene Brauerei in Rothaus. Die Fläche des Sees umfasst ca. 6 ha (0,06 km²) bei einem Umfang von knapp 0,73 km.
Der Lauf der Schlücht ist, abgesehen von kleineren Wehren, nur durch einen weiteren kleinen Stau unterbrochen: Etwa auf halbem Weg zwischen der Mettma- und Schwarzamündung wird ein Großteil des Wassers der Schlücht durch einen Stollen im natürlichen Gefälle dem Stausee Witznau im Tal der Schwarza zugeführt und damit für die Wasserkraftgewinnung der Schluchsee-Werke AG im Pumpspeicher-Verbund von Schluchsee, Stausee Schwarzabruck und Stausee Witznau, sowie dem Kraftwerk Waldshut am Hochrhein nutzbar gemacht. Diese Staustufe fungiert, wie der Mettma-Stausee und der Albstausee, als Seitenarm.

## Verkehr und Tourismus
Im Mündungsbereich der Schlücht wird der Fluss von der Bundesstraße 34 gekreuzt. Die aus Hohentengen am Hochrhein kommende Landesstraße 161 führt durch das untere Schlüchttal bis Gurtweil. Von dort verläuft die Landesstraße 157 bis Rothaus durch das Schlüchttal, wo sie an die L 170 anbindet.
Neben den Seen des Tals und der schon zum Ende des 19. Jahrhunderts touristisch aufgesuchten namengebenden Schluchtstecke zwischen Riedersteg und Witznau sind es auch die  Seitenschluchten des Schlüchttals, die mit landschaftlichen Besonderheiten aufwarten:
- der 3 Meter hohe Wasserfall der Mettma wenig oberhalb der Mündung
- die insgesamt 71 Meter hohen Dietlinger Wasserfälle, deren unterer Hauptfall allerdings kaum erreichbar ist
- der knapp 7 Meter hohe Wasserfall im Teufelskessel, die der Haselbach kurz vor seiner Mündung bildet

Zu den Sehenswürdigkeiten des Tals zählen auch einige Burgruinen (s. u.).

## Nutzungsgeschichte und Bauwerke

### Wasserbau
Im Mündungsgebiet der Schlücht hatte der Fluss bis zum 18. Jahrhundert einen gewundenen Lauf und mehrere Seitenarme. Wegen immer wiederkehrender Hochwasserschäden wurden ab 1789 erste größere Maßnahmen zur Eindämmung der Schlücht geplant. Zu Beginn des 19. Jahrhunderts wurden nach erneutem Hochwasser und zum Schutz der neuen Schlüchtbrücke zwischen Waldshut und Tiengen weiter an den Uferbefestigungen und der Begradigung gearbeitet.
Der Bau der Eisenbahnbrücke weiter flussaufwärts zog die vollständige Begradigung und Befestigung zwischen Mündung und Gurtweil nach sich.
Unterhalb Aichen entstand bei Gutenburg aus einem kleinen Flusskraftwerk um 1900 das heutige Unternehmen GUTEX.

### Mühlen und Sägereien
Die Wasserkraft der Schlücht wurde und wird durch mehrere Getreide- bzw. Sägemühlen genutzt, so die Schlüchtmühle, Tannenmühle, Igelschlatter Säge, Witznauer Säge, Gutenburger Säge und Gurtweiler Säge.

### Burgen entlang der Schlücht
Das Schlüchttal war im Mittelalter und früher ein strategisch wichtiges Gebiet für den Bau von Burgen und Wehranlagen. Im Schlüchttal sind von den folgenden Anlagen Ruinen oder Mauerreste erhalten:
- Gutenburg (Burgruine)
- Burg Isnegg
- Burg Gut-Krenkingen
- Wallburg Berau
- Burg Allmut